# FAMAS
FAMAS (fra. Fusil d'Assaut de la Manufacture d'Armes de Saint-Étienne; hrv. jurišna puška tvornice oružja Saint-Étienne) je francuska jurišna puška bullpup dizajna koju je proizvodila vojna industrija MAS iz francuskog grada Saint-Étiennea. MAS je danas u vlasništvu francuske državne grupacije Nexter. Puška je u službi francuske vojske i nekih afričko-azijskih zemalja.

## Povijest
Prve francuske bullpup puške razvijene su između 1946. i 1950. kao AME (fra. AME - Atelier Mécanique de Mulhouse) i MAS. Puške su koristile streljivo kalibra .30 US Carbine, 7.92x33mm Kurz i 7.65x38mm kao i neke srednje kalibre. Navedene kalibre proizvodila je domaća industrija Cartoucherie de Valence. Budući da je Francuska sudjelovala u Prvom Indokineskom ratu te je bila drugi najveći distributer oružja za NATO pakt, smanjen je proračun za razvoj nove vrste oružja. Tako je prioritet postala modernizacija i proizvodnja postojećeg oružja.
Ipak, između 1952. i 1962. razvijeno je oko 40 različitih prototipova, a većina njih je dizajnirana za korištenje kalibra 7.62x51mm NATO. Međutim, taj kalibar nije bio pogodan ni za jednu pušku bullpup dizajna. Zbog toga ni jedan prototip nije prihvaćen, ali ideja o razvoju bullpup puške je nastavljena. Tvrtka MAS je zatim tokom 1960-ih počela licencno proizvoditi njemačke puške H&K G3 i H&K 33, ali aktivirane su studije o proizvodnji oružja sa streljivom kalibra .223 ili 5.56mm.
Projekt o FAMAS-u započet je 1967. pod vodstvom dizajnera Paula Telliea, a prvi prototip dovršen je 1971. Testiranje puške za ulazak u francusku vojsku započelo je 1972. Budući da je došlo do problema u proizvodnji a bitka u Kolwezi (tadašnji Zair, današnji DR Kongo) je zahtijevala hitnu potrebu za modernim oružjem, francuska vojska započela je s potragom za privremenom puškom. Plan je bio da se privremena puška koristi sve dok FAMAS ne uđe u punu proizvodnju.
Smatralo se da bi H&K 33 mogla biti privremena puška. Francuski marinci, pješaštvo te mehanizirane i padobranske trupe testirali su 1200 komada te puške. Međutim, puška je odbijena, u korist SIG SG 540 kojeg je licencno proizvodila tvrtka Manurhin. S druge strane, proizvodnja Famasa je dovedena u opće pitanje.
U konačnici, proizvodnja nove francuske automatske puške započela je 1975. dok je 1978. FAMAS konačno prihvaćen kao standardna jurišna puška francuske vojske.
Model FAMAS F1 zamijenio je zastarjele puške MAS 49/56 i automate MAT-49. Proizvedeno je 400.000 modela F1. Nakon modela F1 uslijedila je prozvodnja G1 s nekoliko manjih poboljšanja, kao što su redizajnirana hvataljka, kompatibilnost s FAMAS i STANAG okvirima te veća kočnica okidača. G1 je ostao samo u konceptualnom obliku te nikada nije proizveden. Nakon njega uslijedila je proizvodnja modela G2 i drugih.

### FAMAS G2
FAMAS G2 razvijen je oko 1994. kako bi puška bila sve više u skladu s NATO standardima, koji uključuju čvršće žljebove te korištenje NATO okvira. S modela G1 preuzeti su i poboljšani kočnica okidača dok je rukohvat izrađen od stakloplastike, a ne od plastike kao model F1. Francuska mornarica kupila je FAMAS G2 1995. te ga distribuirala među marince i mornaričke komandose. Francuska vojska kupila je veliku količinu G2 pušaka, iako se preteča F1 koristi kao primarna puška u vojsci, a F2 jedinstveno i posebno kod legionara jer zbog SCROME J4, dodatne noćne optike, laserskoga ciljnika ili inih optika često se koristi zbog velike preciznosti i kao snajper jer joj je i najveći domet 3.200 m.

### MAS .223
Tijekom kasnih 1980-ih, američka tvrtka Century Arms je uvezla u SAD mali broj poluautomatskih Famas pušaka. Međutim, zbog slabe prodaje i proizvodnje, prestalo se uvoziti. Postojeći, iznimno mali broj modela MAS .223 prodaje se u prosjeku za 8.000 USD dok na tržištu nisu dostupni rezervni dijelovi.

### FAMAS Infanterie
FAMAS Infanterie je poboljšana inačica modela F1 kod kojeg su iznad rukohvata postavljene šine na koje se može montirati vojna optika, npr. SCROME J4 s povećanjem 4x.

## Detalji dizajna
FAMAS je automatska puška s bullpup konfiguracijom. Kućište puške izrađeno je od specijalne čelične legure dok su pojedini dijelovi izrađeni od stakloplastike. Na pušku se osim optike i bacača granata, može montirati i bajuneta.

### Ergonomija
Način paljbe može se regulirati "selektorom" koji je smješten pokraj samog okidača. Sa selektorom se mogu odrediti tri načina paljbe: sigurnosni (središnji položaj), pojedinačna paljba (desni položaj) i automatska paljba (lijevi položaj). Automatska paljba se može regulirati dodatnim selektorom koji se nalazi iza okvira. Njime vojnik može odrediti želi li koristiti brzometnu (tri metka) ili potpuno automatsku paljbu.
FAMAS F1 težak je 3,61 kg a FAMAS G2 3,8 kg. Modeli G1 i G2 imaju veliku kočnicu okidača kao i Steyr AUG kako bi se sam okidač mogao jednostavno koristiti kada vojnik nosi rukavice. Modeli F1 i G2 imaju dvonožno postolje koje se nalazi pokraj rukohvata. FAMAS G2 kao i neki F1 modeli, ima športski "polivalentni rukohvat" te mogućnost ugradnje optike, posebice laserskog ciljnika (eng. red dot sight) i ciljnika za noćni rad.
Kod Famasa se tromblonske mine mogu ispaljivati na dva načina:
1) direktna paljba od 75 do 100 metara, u misijama uništenja protivničkih vozila
2) indirektna paljba u protu-pješačkim misijama
- - Famas nagnut za 45°, na udaljenost od 120 do 340 metara
  - Famas nagnut za 74°, na udaljenost od 60 do 170 metara

### Streljivo
Modeli FAMAS F1 i G1 koji su originalne varijante Famasa dizajnirani su za korištenje streljiva kalibra 5.56x45mm koje je umetnuto u francuske okvire s 25 metaka. Korišteno je streljivo čeličnom čahurom jer je kod modela F1 primjećeno da prilikom korištenja 5.56x45mm NATO streljiva  dolazi do velikog pritiska u cijevi što je znalo izazvati kvar na pušci. Na modelu G2 izvršene su preinake na žlijebu tako da G2 bez problema može koristiti SS109 i M193 okvire.
Famas može koristiti razne tromblonske mine do 500 grama težine. Najpoznatiji korišteni trombloni su protu-pješački APAV 40 i protu-tenkovski AC 58. Također, kao alternativu, puška može ispaljivati posebno dizajnirane F2 ručne granate. Na Famas se na područje rukohvata može montirati bacač granata, npr. američki M203.

## Služba
FAMAS se prvi puta upotrijebio u Čadu tijekom operacije Manta, zatim u kuvajtskoj pustinji u poznatoj operaciji Pustinjska oluja u Zaljevskom ratu kao i mnogim mirovnim misijama. Puška se pokazala pouzdanom u raznim borbenim uvjetima. FAMAS je zbog svog oblika imao nadimak "le Clairon" (hrv. Rog) među vojnicima iz francuskog govornog područja.
Senegal i Ujedinjeni Arapski Emirati primili su iz Francuske malu pošiljku modela FAMAS F1, iako je nepoznato vremensko razdoblje kada je zemljama dostavljeno oružje. Filipini su također primili malu pošiljku pušaka te ju koriste Filipinska nacionalna policija i specijalne snage.
U Džibutijskoj vojsci ovu pušku koristi pješaštvo.

### Korisnici
- Francuska: primarni korisnik. Sve grane francuskih oružanih snaga koriste pušku od 1979. te je za potrebe vojske kupljeno više od 700.000 FAMAS-a.[2] Također, koriste ju i neke policijske snage, npr. Nacionalna žandarmerija (fra. Gendarmerie Nationale).[2]
- Džibuti: Džibutijske oružane snage[6]
- Filipini: pušku koriste filipinska nacionalna policija i specijalne snage.[5]
- Gabon[4]
- Indonezija: pušku koriste specijalne vojne jedinice Komando Pasukan Katak (Kopaska) i Komando Pasukan Khusus (Kopassus).[7]
- Irak: iračka vojska.
- Libanon[6]
- Papua Nova Gvineja[8][9]
- Senegal[4]
- Sirija: modeli Famas F1[10] i G2[11] su viđeni kod vojnika Slobodne sirijske vojske.
- Srbija: FAMAS koristi srpska Protiv teroristička jedinica (PTJ) dok je prije bila u službi Jedinice za specijalne operacije (JSO ili Crvene beretke).
- Tunis: u službi tuniške predsjedničke garde.
- Ujedinjeni Arapski Emirati[1]

## Vanjske poveznice
- Službena stranica Nexter proizvođača o FAMAS-u
- FAMAS unutar FELIN sustava opremanja
- Modern Firearms  Arhivirana inačica izvorne stranice od 26. kolovoza 2010. (Wayback Machine)
- REMTEK.com  Arhivirana inačica izvorne stranice od 25. lipnja 2007. (Wayback Machine)